# Saint-Merd-la-Breuille
Saint-Merd-la-Breuille – miejscowość i gmina we Francji, w regionie Nowa Akwitania, w departamencie Creuse.
Według danych na rok 1990 gminę zamieszkiwało 238 osób, a gęstość zaludnienia wynosiła 6 osób/km² (wśród 747 gmin Limousin Saint-Merd-la-Breuille plasuje się na 401. miejscu pod względem liczby ludności, natomiast pod względem powierzchni na miejscu 80.).